# Oxid seleničitý
Oxid seleničitý (chemický vzorec SeO2) je jedním z oxidů selenu, který v něm má oxidační číslo IV. Je to anhydrid kyseliny seleničité. V přírodě se vyskytuje jako minerál downeyit .